# Bitwa morska w Zatoce Muros
Bitwa morska w Zatoce Muros – starcie zbrojne, które miało miejsce 25 lipca 1544 r. Bitwa została stoczona w trakcie wojny Franciszka I z Karolem V Habsburgiem (1542–1544) toczonej w ramach wojen włoskich. 
Dnia 25 lipca 1543 r. eskadra hiszpańska w sile 25 okrętów dowodzona przez admirała Alvaro de Bazanę, przypuściła atak na francuską eskadrę w sile 30 okrętów pod wodzą admirała J. de Clamorgana. Miejscem starcia była zatoka Muros w ujściu rzeki Tambre w pobliżu przylądka Finisterre w Hiszpanii. 
Dwugodzinna walka zakończyła się zwycięstwem floty hiszpańskiej. Ocalał zaledwie jeden francuski okręt. Francuzi stracili ok. 3 000 zabitych i rannych, Hiszpanie ok. 300 zabitych i ok. 500 rannych. 